# Inter Mirifica
Inter Mirifica (с лат. — «Из числа поразительных») — декрет Второго Ватиканского собора Католической церкви, посвящённый средствам массовой коммуникации. Утверждён папой Павлом VI 4 декабря 1963 года, после того как он был одобрен на соборе. За финальный вариант документа высказалось 1 960 участников собора, против — 164. Своё название получил по принятой в католицизме практике по двум первым словам первой фразы — «Inter mirifica technicae artis inventa» (Из числа поразительных технических изобретений).
Декрет Inter Mirifica — один из девяти декретов Второго Ватиканского собора. Декрет состоит из 24 статей, разделённых на 2 главы, вступление и заключение.

## Структура
1. Вступление (статьи 1-2)
2. Глава 1. Об учении Церкви (статьи 3-12)
3. Глава 2. О пасторской активности Церкви (статьи 13-22)
4. Заключение (статьи 23-24)

## Содержание
Декрет посвящён средствам массовой коммуникации, их роли в современном мире и отношению к СМИ Католической церкви.
Главная идея декрета выражена в начале первой главе — «Католическая Церковь … сознаёт необходимость проповедовать Евангелие и потому считает своим долгом провозглашать спасительную весть также при помощи средств массовой коммуникации и учить людей их правильному использованию. Поэтому Церкви принадлежит прирождённое право пользоваться и владеть этими средствами в той мере, в какой они необходимы или полезны для христианского воспитания и для всякого дела спасения душ».
Декрет подчёркивает важность свободы распространения информации в современном мире. 
В шестой статье затрагивается вопрос о взаимоотношении права свободного искусства и нравственного закона, причём подчёркивается, что с точки зрения Церкви нравственный закон имеет безусловный приоритет. В декрете рассматривается вопрос нравственного долга, как со стороны работников СМИ, так и со стороны людей, которым адресованы СМИ. Долг первых заключается в недопустимости распространения информации, подрывающей нравственность; тогда как на вторых возлагается ответственность за дисциплину пользования СМИ, например, родители ответственны за ограждение детей от неподобающих для их возраста зрелищ.
Во второй части декрет приводит конкретные рекомендации по сотрудничеству священников и мирян как с нецерковной прессой, работающей на благо общества и не противоречащей католической вере и морали, так и по их участию в создании и развитии собственно католических СМИ.
Заключение декрета гласит:
Святой Собор ... призывает всех людей доброй воли — и прежде всего тех, у кого в руках находятся эти средства: пусть они стараются использовать их исключительно во благо человечеству, судьба которого день ото дня всё больше зависит от их верного применения. И пусть Имя Господне будет таким образом прославлено как древними произведениями искусства, так и этими новыми изобретениями, по слову Апостола: "Иисус Христос вчера и сегодня и вовеки Тот же".